# Thai
Thai (Khon Thai, Sijamci, Tajci, Centralni Thai), središnja skupina pravog Thai naroda koji žive u središnjem Tajlandu i Bangkokom, kao glavnim središtem. Centralni Thai sami sebe nazivaju Khon Thai ili 'slobodan narod' a u Tajlandu ih živi oko 17 milijuna, a dio širom svijeta, kao u SAD-u, Singapuru, Ujedinjenim Arapskim Emiratima i drugdje. Ukupno preko 18 milijuna.
Predci Centralnih Taja došli su prije nekoliko stoljeća iz krajeva sjeverno od rijeke Jangce u Kini, odakle su ih postupno potisnuli Han Kinezi. U svom pomicanju prema jugu osvojili su mnoge narode i kulture, i od 10. stoljeća nastanili se u središnjem Tajlandu. Središnju snagu objedinjavanja Thai društva imao je budizam, a njihov jezik postao je službeni jezik zemlje, kojim govori i preko 4,7 milijuna etničkih Kineza iz Tajlanda.
Ruralni Thai žive od agrara. Kuće bogatijih su od drveta podignute iznad zemlje, s drvenim podom i krovom od lima. Kod siromašnijih seljaka grade se još od kolibe od bambusa, a pod je zemljan.